# Ingrid Veerman
Ingrid Veerman (Wilrijk, 1 maart 1969) is een Belgische zangeres, bassiste en gitariste.
Veerman werd (onder de alias Inneke 23) bekend als bassiste van de garagerockband De Bossen, die met tussenpozen actief was tussen 1991-2007.
Nadien bracht ze het soloalbum Not With The Band uit. Met punkrokband Hara’Kiri maakte ze vervolgens het album Ha-Haha. Met deze band speelde ze onder meer in de bekende New Yorkse club CBGB.
Nadien maakte ze muziek met de band Inneke 23 & The Lipstick Painters, waarmee ze in 2005 het album Elephant Crossing uitbracht op 300 exemplaren, op vinyl. Het album werd opgepikt door het Nederlandse platenlabel CoraZong Records, waarna het alsnog regulier werd uitgebracht. Op een of andere wijze raakte het album tot bij Chris Eckman van The Walkabouts, die producer zou worden van het in 2009 uitgebrachte album Charcoal.
In 2014 hield ze een 'Troubatour': ze trok te voet doorheen de Lage Landen om geld in te zamelen om het derde solo-album 'Present' te kunnen opnemen. Het album werd geproduceerd door de Italiaan Antonio Grammentieri  van Sacri Cuori.

## Discografie
Als Inneke 23 & The Lipstick Painters
- 2005 Elephant Crossing (CoraZong records)
- 2009 Charcoal (CoraZong records)

Met Hara’Kiri
- Ha-Haha

Solo
- Not with the band
- 2014 Present